# 夏伯龍
夏伯龍（波蘭語：Witold Jabłoński；1901年1月10日—1957年7月23日）是一位波蘭裔漢學家、翻譯家。中國抗日戰爭之前，他在清華大學擔任教授。當時他正進行中國古典和當代文學的翻譯工作。他將要完成《莊子》的翻譯時，手稿在華沙起義中被焚毀，最終於1953年發表翻譯工作。1955年，他參與了關於漢字簡化方案的討論，1957年在北京逝世。